# John Ambrose Fleming
Pour les articles homonymes, voir Fleming.
John Ambrose Fleming (né à Lancaster le 29 novembre 1849 et décédé à Sidmouth dans le Comté du Devon le 18 avril 1945) est un physicien et ingénieur électricien anglais. Il est passé à la postérité en tant qu’inventeur du kenotron (1904), la première lampe à effet thermoionique ou tube électronique, qui est l'ancêtre des diodes à semiconducteurs. En Grande-Bretagne on lui attribue la Règle de la main gauche (pour les moteurs électriques).

## Biographie

### Années de jeunesse
Ambrose Fleming était l’aîné des sept enfants du Dr James Fleming († 1879), pasteur congrégationaliste, et fut baptisé le 11 février 1850. Il apprit à lire avec sa mère, et connaissait par cœur un livre de vulgarisation célèbre à l'époque : The Child's Guide to Knowledge ; il en citerait volontiers des passages de mémoire des décennies plus tard. Il commença à fréquenter l’école vers l'âge de dix ans : c'était une école privée, et il y goûta particulièrement les leçons de géométrie.
Tout jeune encore il aspirait à devenir ingénieur. À l'âge de 11 ans il disposait d'un petit atelier où il fabriqua des maquettes de navire et des moteurs. Il se fabriqua même un appareil photo, inaugurant par là sa passion pour la photographie. Il poursuivit ses études secondaires de 1862 à 1866 dans un lycée, University College School (UCS), dans le quartier londonien d'Hampstead mais, les ressources financières de sa famille étant insuffisantes pour qu'il puisse suivre une formation d'ingénieur, il obtint ce diplôme via un cursus d’éducation en alternance.

### Études universitaires
Il s'inscrivit en licence ès sciences à l’University College de Londres, eut pour professeurs le mathématicien Augustus de Morgan et le physicien Carey Foster et sortit diplômé en 1870. Il étudia la chimie au Royal College of Science de South Kensington à Londres. Il était très pieux et prêcha même un jour à St Martin-in-the-Fields à Londres, exposant les preuves de la possibilité de la résurrection. La pile chimique de Volta fut le sujet de son premier article scientifique, dont il donna lecture devant la Physical Society de Londres. De nouveaux soucis financiers le contraignirent à reprendre une activité salariée durant l'été 1874 : il accepta un travail de répétiteur de sciences à Cheltenham College, une Public school, pour un traitement de 400 £ par an (il enseigna aussi à Rossall School). Il n'en poursuivait pas moins ses propres recherches et il correspondit avec James Clerk Maxwell à l’Université de Cambridge. Ayant réuni la somme de 400 £, et obtenu une bourse de 50 £ par an, il fut admis au St John's College (Cambridge) en octobre 1877. Les conférences de physique de Maxwell, disait-il, étaient difficiles à suivre : Maxwell parlait de façon obscure et « s'exprimait par allusions et paradoxes. » Certains jours, Fleming était le seul étudiant présent. Fleming fut licencié ès arts (B.A.) en 1881, cette fois avec les First Class Honours en physique et chimie. Il passa sa thèse de doctorat à Londres et servit un an à l'Université de Cambridge comme préparateur de mécanique, avant d'être nommé premier professeur de Physique et de Mathématiques de l’Université de Nottingham ; il abandonna toutefois ce poste au bout d'un an et devint Fellow de St John en 1883. Par la suite il enseigna dans différentes universités dont l'Université de Cambridge, l'Université de Nottingham, et University College de Londres, où il fut le premier professeur de génie électrique.

### Ingénieur consultant en électricité
À son départ de l’Université de Nottingham en 1882, Fleming devint ingénieur consultant en électricité pour Edison Electrical Light Company, la toute récente Sté Ferranti tournée vers les applications du courant alternatif, pour la Cie Marconi de télégraphie sans fil, la Swan Company, et plus tard d’Edison Electric Light Company.
En 1884 Fleming se vit offrir la première chaire de génie électrique d'Angleterre, créée à l'University College de Londres. Malgré les horizons que lui ouvrait ce nouveau poste, il indiqua dans son autobiographie que le seul matériel mis à sa disposition était un tableau noir et un morceau de craie. Le 11 juin 1887 il épousa Clara Ripley (1856/7–1917), fille d'un avocat de Bath. En 1892, Fleming publia dans le journal de l’Institution of Electrical Engineers de Londres un article important sur la théorie du transformateur électrique. En 1897, l'université ouvrit un nouveau laboratoire en hommage au fondateur de Cable & Wireless, John Pender, et Fleming fut le premier récipiendaire de la Pender Chair, avec des émoluments de 5 000 £. En 1899, Fleming devint conseiller scientifique de la Marconi Company et bientôt se mit à travailler sur un projet de centrale permettant les télé-transmissions transatlantiques.
Peintre et photographe accompli, Fleming pratiquait aussi l'alpinisme.

### Invention du redresseur à lampe
Le 16 novembre 1904, il breveta le tube redresseur à deux électrodes, qu'il appela grille oscillatrice. On appelait indifféremment ce composant lampe à effet thermoïonique, diode à vide, « kenotron », tube thermoïonique ou redresseur de Fleming. Cette invention est à l'origine de l’électronique : son fonctionnement repose sur un flux d'électrons ; les applications précédentes de l'électricité se fondaient sur des lois empiriques dégagées au cours du XIXe siècle. C'est le premier redresseur à lampe. Ce précurseur de la triode et des circuits redresseurs postérieurs fut aussi le premier composant à proprement parler électronique. Mais en 1906, l’Américain Lee De Forest adjoignit au redresseur une grille de contrôle, créant l’« audion », un détecteur radio à tube. Fleming l’accusa de plagiat, mais la Cour suprême des États-Unis cassa son brevet pour cause de précisions insuffisantes, ajoutant que la technologie de cet appareil était déjà connue au moment du dépôt. De Forest perfectionna bientôt son invention et avec Edwin H. Armstrong mit au point le premier amplificateur électronique, la triode. Cette invention joua un rôle essentiel dans la création du téléphone et des communications radio à longue distance, du radar et des premiers calculateurs électroniques (il existait alors des calculateurs analogiques électro-mécaniques). La bataille judiciaire autour de ces brevets dura plusieurs années, les victoires alternant pour chaque camp. Simultanément, Fleming contribuait à la photométrie, l’électronique, la télégraphie sans fil (radio), et les mesures électriques. Il lança le terme de « facteur de puissance » pour décrire la puissance efficace du courant alternatif.

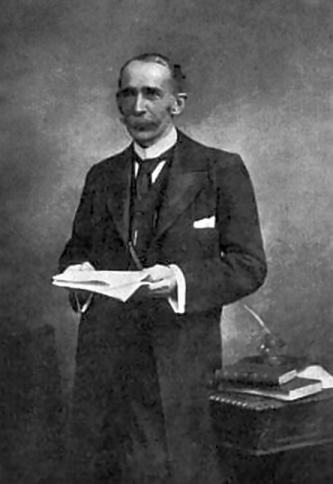
John Ambrose Fleming (1906)

Dans les années qui suivirent, la technologie des lampes relégua progressivement celle de la diode à pointe au rang de vieillerie, et avec d'autres composants, elle imprima son premier élan à l'industrie électronique. La diode de Fleming équipa les récepteurs radio et radar pendant des décennies jusqu'à ce qu'elle soit supplantée par la technologie électronique du solide plus de 50 ans plus tard. Les lampes furent massivement utilisées jusqu'à l'invention du transistor, et ne disparurent finalement qu'au début des années 1970.
De nos jours, les versions modernes du tube électronique continuent de jouer un rôle important dans de nombreuses applications : on les trouve aussi bien dans les étages de puissance des émetteurs radio et de télévision, que dans certains amplificateurs haut-de-gamme, et dans les matériels militaires immunisés contre l'effet des rayonnements ionisants. Ils servent aussi de détecteurs de rayonnement optique et ondes courtes.

## Postérité
Fleming prit sa retraite de University College de Londres en 1927 à 77 ans. Devenu veuf, il épousa le 27 juillet 1928 en secondes noces une vedette de la chanson d'alors, Olive May Franks, de Bristol (née en 1898-99), fille d'un homme d'affaires de Cardiff. Il continuait d'avoir une vie publique, vantant les mérites de la télévision, et devint même le premier président de la Television Society. Il fut anobli en 1929, et fonda avec Douglas Dewar et Bernard Acworth l’Evolution Protest Movement en 1932. Il reçut l’IRE Medal of Honor en 1933 pour "the conspicuous part he played in introducing physical and engineering principles into the radio art". Il s'éteignit dans sa maison de Sidmouth (Devon) en 1945. Mort sans enfants, Fleming légua l'essentiel de ses biens à des institutions charitables chrétiennes.Ses contributions aux transmissions électroniques et au radar avaient été d'une importance vitale pour les Alliés au cours de la Deuxième Guerre mondiale.
« 

Il y a de cela un siècle, en novembre 1904, John Ambrose Fleming, membre de la Royal Society et Pender Professor de University College, déposait en Grande-Bretagne un brevet pour un composant appelé « redresseur à lampe ». Couplé à un galvanomètre dans un circuit électrique accordé, il pouvait servir de détecteur fin de ces courants aériens à haute fréquence qu'on appelle ondes radio. C'était une avancée majeure dans la révolution du sans-fil. »
— N., Éloge prononcé à l'occasion du Centenaire de l’invention du tube redresseur
En 1941, la London Power Company lui rendit hommage en baptisant son nouveau caboteur charbonnier de 1 555 tonneaux le Ambrose Fleming.
Le 27 novembre 2004, une plaque commémorative financée par l’Institute of Physics a été dévoilée à l'observatoire Norman Lockyer de Sidmouth, à l'occasion du centenaire de l'invention du poste radio à lampe.

## Livres de Fleming
- Electric Lamps and Electric Lighting: A course of four lectures on electric illumination delivered at the Royal Institution of Great Britain (1894) 228 pages, (OCLC 8202914).
- The Alternate Current Transformer in Theory and Practice "The Electrician" Printing and Publishing Company (1896)
- Magnets and Electric Currents E. & F. N. Spon. (1898)
- Le laboratoire d'électricité (1898) Texte disponible en ligne sur LillOnum
- A Handbook for the Electrical Laboratory and Testing Room "The Electrician" Printing and Publishing Company (1901)
- Waves and Ripples in Water, Air, and Aether MacMillan (1902).
- The Evidence of Things Not Seen Christian Knowledge Society: London (1904)
- The Principles of Electric Wave Telegraphy (1906), Longmans Green, London, 671 pages.
- The Propagation of Electric Currents in Telephone and Telegraph Conductors (1908) Constable, 316 pages.
- An Elementary Manual of Radiotelegraphy and Radiotelephony (1911) Longmans Green, London, 340 pages.
- On the power factor and conductivity of dielectrics when tested with alternating electric currents of telephonic frequency at various temperatures  (1912) Gresham, 82 pages, ASIN: B0008CJBIC
- The Wonders of Wireless Telegraphy : Explained in simple terms for the non-technical reader Society for promoting Christian Knowledge (1913)
- The Wireless Telegraphist's Pocket Book of Notes, Formulae and Calculations The Wireless Press (1915)
- The Thermionic Valve and its Development in Radio Telegraphy and Telephony (1919).
- Fifty Years of Electricity The Wireless Press (1921)
- Electrons, Electric Waves and Wireless telephony The Wireless Press (1923)
- Introduction to Wireless Telegraphy and Telephony Sir Isaac Pitman and Sons Ltd. (1924)
- Mercury-arc Rectifiers and Mercury-vapour Lamps London. Pitman (1925)
- The Electrical Educator (3 volumes), The New Era Publishing Co Ltd (1927)
- Memories of a Scientific life Marshall, Morgan & Scott (1934)
- Evolution or Creation? (1938) Marshall Morgan and Scott, 114 pages, ASIN: B00089BL7Y - outlines objections to Darwin.
- Mathematics for Engineers George Newnes Ltd (1938)